# قلاب ماهیگیری
قلاب ماهیگیری وسیله‌ای است که برای ماهیگیری به کار برده می‌شود. قلاب ماهی‌گیری یکی از ابتدایی‌ترین ابزارهای بشر است که از ۳۰٬۰۰۰ پیش از چوب ، سنگ و استخوان ساخته شده‌است. در سال ۲۰۰۵ نشریهٔ فوربز، قلاب ماهی‌گیری را به عنوان یکی از ۲۰ ابزار تاریخ بشر برگزید.

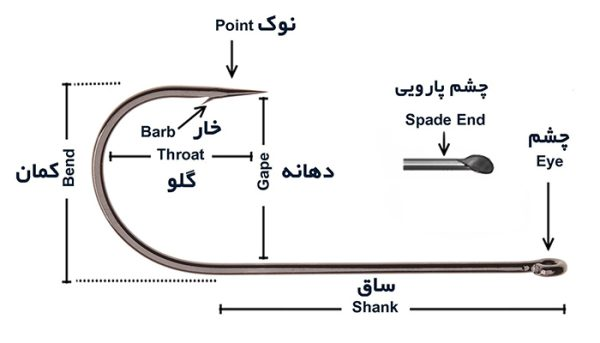

قلابهای ماهیگیری در تاریخ  تمدن بشری از قدمت بالایی برخوردار بوده و در طول زمان ، از جنس مادی نظیراستخوان و شاخ حیوانات ، چوب ، سنگ ، برنز و فولاد ساخته شده اند. قدیمی ترین قلاب های شناخته شده اخیراً توسط باستان شناسان در یک غار جریمالای در تیمور شرقی ، استرالیا کشف شد. دانشمندان از طریق تاریخ گذاری رادیوکربن خاک اطراف ، قدمت این آثار را بین 16000 تا 23000 سال تخمین زده اند. از آن زمان ، ما در طراحی قلاب راهی طولانی را طی کرده ایم  و قلابها از دیرباز تا به امروزاصلی ترین بخش تماس تهاجمی و درگیرکننده مستقیم ریسه با نسوج دهانی ماهی هدف محسوب میشوند.قلابهای ماهیگیری با توجه به فرم دهانی ، رفتار بیولوژیکی ماهیها و نسبت به کاربرد و سیستم و سبک ماهیگیری در اشکال و جنسهای متنوعی طراحی و تولید میشوند.  قلاب های ماهیگیری عمدتا” برای نگهداری انواع مختلف طعمه های مصنوعی ، فرآوری شده ، مرده یا زنده طراحی شده اند و به عنوان پایه ای جهت استقرار و فیکس شدن طعمه ها عمل می کنند.

## روش استفاده
ماهی‌گیر٬ ریسمانی را به انتهای قلاب بسته و قلاب را درون آب می‌اندازد. با بلعیده شدن قلاب توسط ماهی٬ نوک تیز قلاب به بدن آن فرو رفته و ماهی اسیر می‌گردد.

## قرماق
در زبان‌های گیلکی و مازندرانی به قلاب ماهیگیری، قِرماق گفته می‌شود. در این مناطق، به‌طور ویژه‌تر، قرماق به نوعی دام غیرمجاز گفته می‌شود که صرفا برای صید ماهیان خاویاری و غضروفی استفاده می‌شود و آن را  به‌صورت  رشته‌ای و افقی در مسیر تردد آبزیان قرار می‌دهند و روی رشته‌ دام بین ۴۰ تا ۵۰ قلاب آویزان می‌شود. ماهیان خاویاری هنگام عبور از رودخانه ناخواسته به این قلاب‌ها گیر می‌کنند و قلاب‌ها در تن شان فرو می رود و آنها را به دام می‌اندازد. سالیک و ساچوق از دیگر لوازم ماهیگیری در این مناطق است. سالیک توری است که به صورت گِرد بافته می‌شود و به صورت چرخشی به روی گله ماهی‌ها انداخته می‌شود. ساچوق یا ساچوک، چوب دراز ماهیگیری است که در انتهای آن تور مخصوصی نصب شده است.